# Europa på sporet
|  | Denne artikel er oprettet af botten Steenthbot ud fra en ekstern database. Den kan derfor have sproglige fejl eller mangler. Denne skabelon kan fjernes efter kontrol af indholdet. |

Europa på sporet er en dansk dokumentarfilm fra 1961 instrueret af Ejner Møller Nielsen.

## Handling
På togrejse i Italien, Irland, Norge og til Athen.

## Medvirkende
- Helge Kjærulff-Schmidt